# Semerdzjievo
Semerdzjievo (Bulgaars: Семерджиево) is een dorp in Bulgarije. Het dorp is gelegen in de gemeente Roese in de oblast  Roese. Het dorp ligt 19 km ten zuidoosten van Roese en 259 km ten noordoosten van de hoofdstad Sofia. 

## Bevolking
Op 31 december 2020 telde het dorp Semerdzjievo 955 inwoners. Het aantal inwoners vertoont vele jaren een dalende trend: in 1946 had het dorp nog 1.835 inwoners.
| Bevolkingsontwikkeling tussen 1934 en 2020          |
| --------------------------------------------------- |
|                                                     |
| Bron: Nationaal Statistisch Instituut van Bulgarije |

In het dorp wonen grotendeels etnische Turken, maar er is ook een grote minderheid van etnische Bulgaren. In de optionele volkstelling van 2011 identificeerden 662 van de 1008 ondervraagden zichzelf als etnische Turken, oftewel 65,7% van alle ondervraagden. De overige ondervraagden noemden zichzelf vooral etnische Bulgaren (285 personen - 28,3%). Daarnaast werden er 26 Roma geregistreerd en 31 personen zonder nader omschreven etnische achtergrond.   
| Etnische samenstelling van de respondenten (2011) | Etnische samenstelling van de respondenten (2011) | Etnische samenstelling van de respondenten (2011) | Etnische samenstelling van de respondenten (2011) | Etnische samenstelling van de respondenten (2011) |
| ------------------------------------------------- | ------------------------------------------------- | ------------------------------------------------- | ------------------------------------------------- | ------------------------------------------------- |
|                                                   |                                                   |                                                   |                                                   |                                                   |
| Bulgaren                                          | Bulgaren                                          |                                                   | 28,3%                                             | 28,3%                                             |
| Turken                                            | Turken                                            |                                                   | 65,7%                                             | 65,7%                                             |
| Roma                                              | Roma                                              |                                                   | 2,6%                                              | 2,6%                                              |
| Anders/Onbekend                                   | Anders/Onbekend                                   |                                                   | 3,4%                                              | 3,4%                                              |

Basarabovo · Bazan · Chotantsa · Dolno Ablanovo · Jastrebovo · Marten · Nikolovo · Novo Selo · Prosena · Roese · Sandrovo · Semerdzjievo · Tetovo · Tsjervena Voda